# 西安区 (遼源市)
西安区（せいあん-く）は中華人民共和国吉林省遼源市に位置する市轄区。1983年12月22日に設置された。
もとは西安県といったが、陝西省に同名の西安県があったためこれを避けて北豊県と改名した。解放後、遼源市が誕生すると北豊県は遼源市の西安区となり、「西安」の名が回復した。

## 行政区画
1鎮と直轄の12社区を管轄：
- 鎮：灯塔鎮

## 交通

### 道路
- 高速道路
  -  集双高速道路（中国語版）
  -  伊通高速道路
- 国道
  -  G229国道（中国語版）